# کوه کالدونیا
کوه کالدونیا (به انگلیسی: Caledonia Mountain) یک کوه در کانادا است که در آلبرتا واقع شده‌است. کوه کالدونیا ۲٬۸۶۳ متر بالاتر از سطح دریا واقع شده‌است.